# 沙井镇
沙井镇是甘肃省张掖市甘州区下辖的一个镇。该镇位于甘州区西部，总面积200平方公里，耕地面积18万亩，人口4万余人（2007年）。

## 行政区划
沙井镇下辖以下地区：
五个墩村、上游村、九闸村、寺儿沟村、水磨湾村、下利沟村、东四号村、南湾村、沙井村、南沟村、先锋村、新民村、古城村、小闸村、三号村、嘹马墩村、民兴村、柳树寨村、西六村、小河村、西二村、梁家堡村、坝庙村、东沟村、东三村、东五村、兴隆村和双墩子村。